# Поход Хак-Назар-хана на Ногайскую Орду (1568)
По́ход Хак-Наза́р-хана на Нога́йскую Орду в 1568 го́ду (или Каза́хско-нога́йская во́йна 1568 го́да) — крупный военный поход войск Казахского ханства во главе с Хак-Назар-ханом, Шигай-султаном и Жалым-султаном против Ногайской Орды. Поход закончился разгромом ногайцев и отступлением казахов из-под Астрахани.

## История
Расширение зоны влияния Хак-Назар-хана на территорию современного Северного и Западного Казахстана столкнулось с противодействием не только Сибирского ханства, но и Ногайской Орды. Казахское ханство решило вступить в борьбу за обладание башкортскими улусами. К концу 60-х годов XVI века основным направлением внешней политики казахского хана стало западное, где соперничество между Казахским ханством и Ногайской Ордой за обладание западноказахстанскими землями выдвинулось на первый план.
Конфликт перерос в крупный военный поход казахских войск на Ногайскую Орду, предпринятый силами трёх правителей — Хак-Назар-ханом, Шигай-султаном и Жалым-султаном. Целью похода была ликвидация ногайского господства на территории современного Западного Казахстана и расширение казахских кочевий до Яика.
Исторические сведения о походе приводятся в наказах Фёдору Мясоедову, А.М. Мяснову, П. Иванову, П. Волынскому, а также в ответе русского посла Ивана Новосильцева кафинскому бейлербею Касим-бею, и сведениях других русских послов, Семёна Мальцева «о пребывании в Ногаях», Афанасия Нагого в вестевых списках. В 1611 году Прокофий Вражский в ответе нурадину Шайтерек-мурзе также дополнил данные о походе Хак-Назар-хана.
Осенью 1568 года войско Казахского ханства выступило в поход на Ногайскую Орду. Данный поход мог быть совершен по соглашению с крымским ханом и турецким султаном, которые также планировали совершить поход на Астрахань, но перенесли его на следующий год. Хак-Назар-хан дошёл до Астрахани и приступил к её осаде. Тинахмет-бию удалось получить помощь от русского царя Ивана Грозного, который тоже не хотел возможного усиления Казахского ханства. Царь выделил для защиты ногайцев отряд стрельцов, благодаря которым Тинахмету удалось отбросить Хак-Назара из-под Астрахани. Поражение не было тяжелым, поскольку казахам в целом удалось разгромить ногайцев и закрепится до Яика и Иртыша.

## Последствия
В 1569 году крымско-турецкое войско вторглось на территорию России. Целью похода турецкого султана Селима II являлось установление власти над тюркоязычными народами и утверждение турецкой власти в низовьях Волги. Однако все эти планы потерпели неудачу и крымско-турецкому войску пришлось отступить.

### Казахско-ногайские войны
Весной 1577 года Хак-Назар начал новую войну с ногайцами, которая закончилась захватом казахами всех земель к востоку от Яика. Также он вёл упорную борьбу с сибирским ханом Кучумом. После нескольких походов Хак-Назару удалось присоединить к Казахскому ханству земли в верховьях Тобола и Яика, а также значительную часть башкирских родов, прежде входивших в состав Сибирского и Казанского ханств.